# Bayview (Washington)
Bayview es un área no incorporada ubicada en el condado de Island en el estado estadounidense de Washington.

## Geografía
Bayview se encuentra ubicado en las coordenadas 48°0′0″N 122°27′29″O / 48.00000, -122.45806.